# AJ·特雷西
謝·沃爾頓·格蘭特（英語：Ché Wolton Grant；1994年3月4日—），艺名AJ·特雷西（AJ Tracey），英国独立饒舌歌手、歌手、词曲作者及唱片制作人。特雷西来自西倫敦拉德伯克街街區。特雷西在2016年人气快速飙升，并被《衛報》列入“2016年音乐节上最值得观看的新艺人”名单中。